# Gouvernement Hansen II
 (septembre 2023).
Si vous disposez d'ouvrages ou d'articles de référence ou si vous connaissez des sites web de qualité traitant du thème abordé ici, merci de compléter l'article en donnant les références utiles à sa vérifiabilité et en les liant à la section « Notes et références ».
Royaume de Danemark
H. C. Hansen I Kampmann I
Le cabinet H. C. Hansen II est le gouvernement du royaume de Danemark en fonction du 28 mai 1957 au 21 février 1960.
Il est dirigé par le Premier ministre social-démocrate Hans Christian Hansen et composé d'une coalition entre les Sociaux-démocrates (SD), le Parti social-libéral danois (RV) et le Parti de la justice (DR)
Il succède au cabinet H. C. Hansen I et est suivi du cabinet Viggo Kampmann I.

## Composition
- Les nouveaux ministres sont indiqués en gras, ceux ayant changé d'attributions en italique.

| Fonction                                         | Titulaire      | Titulaire                                       | Parti |
| ------------------------------------------------ | -------------- | ----------------------------------------------- | ----- |
| Premier ministre                                 |                | Hans Christian Hansen                           | SD    |
| Ministre des Affaires étrangères                 |                | Hans Christian Hansen (jusqu'au 8 octobre 1958) | SD    |
| Ministre des Affaires étrangères                 | Jens Otto Krag |                                                 | SD    |
| Ministre des Finances                            |                | Viggo Kampmann                                  | SD    |
| Ministre de l'Économie et des Affaires nordiques |                | Bertel Dahlgaard                                | RV    |
| Ministre de la Défense                           |                | Poul Hansen                                     | SD    |
| Ministre de l'Éducation                          |                | Jørgen Jørgensen                                | RV    |
| Ministre de la Justice                           |                | Hans Erling Hækkerup                            | SD    |
| Ministre de l'Intérieur                          |                | Søren Olesen                                    | DR    |
| Ministre de l'Agriculture                        |                | Karl Skytte                                     | RV    |
| Ministre Affaires ecclésiastiques                |                | Bodil Koch                                      | SD    |
| Ministre du Logement et du Travail               |                | Kaj Bundvad                                     | SD    |
| Ministre de la Pêche                             |                | Oluf Pedersen                                   | DR    |
| Ministre du Commerce                             |                | Kjeld Philip                                    | RV    |
| Ministre du Groenland et des Travaux publics     |                | Kai Lindberg                                    | SD    |
| Ministre des Affaires sociales                   |                | Julius Bomholt                                  | SD    |
| Ministre sans portefeuille                       |                | Viggo Starcke                                   | DR    |
| Ministre des Affaires étrangères économiques     |                | Jens Otto Krag (jusqu'au 8 octobre 1958)        | SD    |